# North West Castle

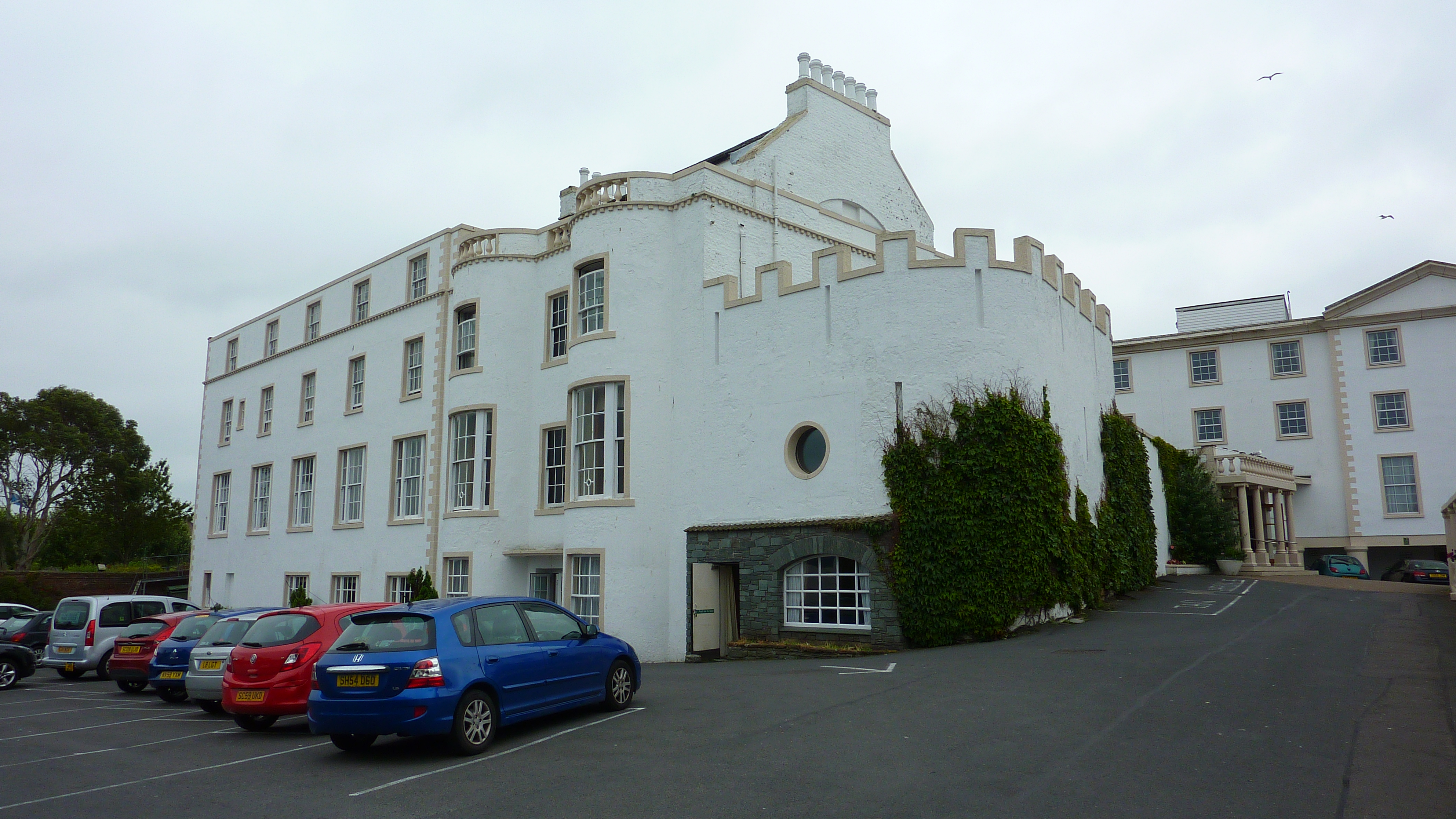
North West Castle

North West Castle ist ein Landhaus in Stranraer in der schottischen Council Area Dumfries and Galloway. Das Haus aus dem 19. Jahrhundert ist heute ein Hotel.

## Geschichte
Das Haus ist als Heim von Sir John Ross, einem bekannten schottischen Konteradmiral und Polarforscher, bekannt. Ross ließ das Haus 1820 erbauen und einen Park anlegen, nachdem er von der ersten seiner Arktisexpeditionen zurückgekommen war, auf der er die Frage der Nordwestpassage lösen wollte. Ross gab ein Modell seiner Kabine auf seinem Schiff der Victory in Originalgröße in Auftrag, anhand derer Details der Polarexpedition leicht Besuchern des Landhauses erklärt werden konnten. Man kann diesen Nachbau heute noch sehen, da seine Struktur einen Teil der Hotelbar bildet.
1860 zog Reverend Robert Cunningham, ein einflussreicher Mann in der schottischen Erziehung im 19. Jahrhundert, dort ein. Cunningham lebte in dem Landhaus nach seiner Pensionierung als Direktor des George Watson's College in Edinburgh. Er war auch der Gründer und erste Direktor der Edinburgh Institution for Language and Mathematics (später: Melville College) und der Blair Lodge School in Polmont. Sein Einzug in North West Castle erfolgte auch nach seiner Gründung der Free Church of Scotland nach der Abspaltung von der Church of Scotland im Mai 1843. Cunningham lebte bis zu seinem Tode in North West Castle.
1970 wurde North West Castle in das erste Hotel der Welt mit einer Hallen-Curlingbahn umgewandelt und dort sind heute Curler aus aller Welt zu Gast.